# Longview (Alberta)
Longview est un village (village) de Foothills No 31, situé dans la province canadienne d'Alberta.

## Démographie
En tant que localité désignée dans le recensement de 2011, Longview a une population de 307 habitants dans 131 de ses 140 logements, soit une variation de 2.3% avec la population de 2006. Avec une superficie de 1,088 3 km2, village possède une densité de population de 282,091 3 hab/km2 en 2011.
Concernant le recensement de 2006, Longview abritait 300 habitants dans 129 de ses 135 logements. Avec une superficie de 1,088 3 km2, village possédait une densité de population de 275,7 hab/km2 en 2006.
| 2001 | 2006 | 2011 | 2016 |
| ---- | ---- | ---- | ---- |
| 300  | 300  | 307  | 307  |